# Acacia simplex
Acacia simplex é uma espécie de leguminosa do gênero Acacia, pertencente à família Fabaceae.